# 66669 Aradac
66669 Aradac este o planetă minoră (asteroid), cu un diametru de 4,747 km, din centura de asteroizi. A fost descoperită pe 12 octombrie 1999 la Astronomické observatórium Modra⁠(d) de Adrián Galád⁠(d) și a fost numită după Aradac. 
Obiectul prezintă o orbită caracterizată de o semiaxă mare de 2,6687724671753 UAi, o excentricitate de 0,11, o înclinație de 10,8 ° în raport cu ecliptica.